# Félicien-Patrice Makouaka
Félicien-Patrice Makouaka (* 1922 in Ngomo-Boulongo; † 7. November 2000) war ein gabunischer Geistlicher und römisch-katholischer Bischof von Franceville.

## Leben
Félicien-Patrice Makouaka studierte ab 1947 Philosophie und Katholische Theologie am Priesterseminar in Brazzaville. Er empfing am 10. Oktober 1954 in Brazzaville das Sakrament der Priesterweihe. Anschließend war Makouaka als Ausbilder am Priesterseminar St. Jean tätig, bevor er 1957 Pfarrvikar in Ndendé und Direktor der dortigen Missionsschule wurde.
Am 5. Oktober 1974 ernannte ihn Papst Paul VI. zum ersten Bischof von Franceville. Der Erzbischof von Libreville, André Fernand Anguilé, spendete ihm am 12. Januar 1975 in Franceville die Bischofsweihe; Mitkonsekratoren waren der Bischof von Mouila, Raymond-Marie-Joseph de La Moureyre CSSp, und der Bischof von Oyem, François Ndong. Von 1981 bis 1989 war Makouaka zudem Präsident der Gabunischen Bischofskonferenz.
Papst Johannes Paul II. nahm am 8. November 1996 das von Félicien-Patrice Makouaka vorgebrachte Rücktrittsgesuch an.